# Клубный кубок UNCAF 1977
1. перенаправление Турнир Фратернитад 1977